# Untermühlsee
Der Untermühlsee ist ein Mühlteich bei der Kleinstadt Waldenburg im baden-württembergischen Hohenlohekreis.

## Lage und Beschreibung
Der See liegt naturräumlich in der Öhringer Ebene des Unterraums Westliche Hohenloher Ebene der Hohenloher und Haller Ebene. Er wird vom oberen Epbach durchflossen, der im See unmittelbar vor dem Weiler Untermühle von Waldenburg auf 370,8 m ü. NHN angestaut ist. Der See hat ein etwa 2,0 km² großes Einzugsgebiet und ist 88 Ar groß. Unmittelbar vor diesem Untermühlsee liegt rechtsseits des Epbachs ein weiterer anscheinend namenloser, etwa 22 Ar großer Teich.
Der Untermühlsee ist etwa 110 Meter lang und bis 100 Meter breit, der kleinere See zuvor knapp 80 Meter lang und bis knapp 40 Meter breit. Um den größeren See steht eine mehrfach unterbrochene Gehölzreihe, um den kleinen steht nur sporadisch ein Baum oder Strauch. An den Ufern beider Seen gibt es Röhrichtränder.
Beide Seen liegen in einem Band holozänen Altwassersediments, das in den umgebenden Gipskeuper (Grabfeld-Formation) eingelagert ist, sowie im Landschaftsschutzgebiet Landschaftsteile im Raum Waldenburg.
Beide Seen sind in etwa heutigem Umfang schon in einer topographischen Karte aus den 1930er Jahren eingetragen, der größere untere schon in einer aus den 1840er Jahren.

### LUBW
Amtliche Online-Gewässerkarte mit passendem Ausschnitt und den hier benutzten Layern: Untermühlsee und Umgebung

Allgemeiner Einstieg ohne Voreinstellungen und Layer: Daten- und Kartendienst der Landesanstalt für Umwelt Baden-Württemberg (LUBW) (Hinweise)
1. ↑  Höhe nach schwarzer Beschriftung auf dem Hintergrundlayer Topographische Karte.
2. 1 2  Seefläche nach dem Layer Stehende Gewässer.
3. 1 2 3  Dimensionen abgemessen auf dem Hintergrundlayer Topographische Karte.
4. ↑  Einzugsgebiet abgemessen auf dem Hintergrundlayer Topographische Karte.
5. ↑  Schutzgebiete nach den einschlägigen Layern, Natur teilweise nach dem Layer Biotop.

### Andere Belege
1. ↑  Wolf-Dieter Sick: Geographische Landesaufnahme: Die naturräumlichen Einheiten auf Blatt 162 Rothenburg o. d. Tauber. Bundesanstalt für Landeskunde, Bad Godesberg 1962. → Online-Karte (PDF; 4,7 MB)
2. ↑  Geologie nach den Layern zu Geologische Karte 1:50.000 auf: Mapserver des Landesamtes für Geologie, Rohstoffe und Bergbau (LGRB) (Hinweise)
3. ↑  Seen eingetragen auf:
  - Meßtischblatt 6823 Pfedelbach von 1932 in der Deutschen Fotothek
4. ↑  Untermühlsee eingetragen auf: Topographischer Atlas des Koenigreichs Württemberg, Blatt Nr. 6 (nach Anordnung) bzw. Nr. XXXVII (nach Herausgabefolge) Künzelsau von 1845 (PDF, 5,6 MByte)